# 鏈黴菌屬
链霉菌属也称链丝菌，是放線菌門中最大的屬，也是鏈黴菌科的模式屬。已描述了 700 多種鏈黴菌。 與其他放線菌一樣，鏈黴菌是革蘭氏陽性，並且具有非常大的基因組和高GC含量。 大多數鏈黴菌主要存在於土壤和腐爛的植被中，它們會產生孢子，並因其產生的揮發性代謝產物土臭素而產生的獨特“泥土”氣味而聞名。  同一物種的不同菌株可能會生活在非常不同的環境中。 
链霉菌属的不少菌种在代謝過程中，次级代謝产物為抗生素，如链霉素、四環黴素、红霉素、卡那霉素和春雷霉素等；有的菌种可生产蛋白酶、葡萄糖异构酶。

## 分類
鏈黴菌屬是鏈黴菌科的模式屬，目前涵蓋700多種，且數量逐年增加。 據估計，鏈黴菌總數接近1600種 。 最初歸類於該屬的嗜酸性和耐酸菌株後來被轉移到 北里孢菌属 (1997)  和 Streptacidiphilus (2003)。 物種命名通常基於菌絲和孢子的顏色。
紅糖多孢菌（Saccharopolyspora erythraea）以前被歸入該屬（如紅鏈黴菌）。

## 形態學
链丝菌好气，绝大部分腐生，其基质菌丝不断裂，气生菌丝分化成直的、弯曲的或螺旋状的孢子丝，成熟的孢子丝生成链状的分生孢子，故名链丝菌。菌落较小而致密，不易挑取，表面呈粉状、绒状，并有多种颜色。
常見於土壤及腐爛植物中，一般聞起來有泥土味道。相較於其他菌種，鏈黴菌屬繁殖較緩慢，但由於代謝過程的抗生素能抑制其他菌種的生長，所以時間一長，鏈黴菌屬就會成為地盤上的優勢菌種。
链霉菌属同屬菌種之间大多具有交換RNA的特性，所以新的鏈黴菌屬菌種持繼不斷被發現。